# Списак насељених места у Француској: M
| A \| B \| C \| D \| E \| F \| G \| H \| I \| J \| K \| L \| M \| N \| O \| P \| Q \| R \| S \| T \| U \| V \| W \| X \| Y \| Z \| É |

- MaaSaint-et-Violaine
- Mably
- Macau (Gironde)
- Macaye
- Macey (Aube)
- Macey (Manche)
- Machault (Ardennes)
- Machault (Seine-et-Marne)
- Machecoul
- Machemont
- Macheren
- Machiel
- Machilly
- Machine
- Machy (Aube)
- Machy (Somme)
- Maché
- Machézal
- Mackenheim
- Mackwiller
- Maclas
- Maconcourt
- Maconge
- Macornay
- Macqueville
- Macquigny
- Macé
- Madaillan
- Madecourt
- Madegney
- Madelaine-sous-Montreuil
- Madeleine-Bouvet
- Madeleine-Villefrouin
- Madeleine-sur-Loing
- Madic
- Madirac
- Madiran
- Madière
- Madonne-et-Lamerey
- Madranges
- Madriat
- Madré
- Maennolsheim
- Maffliers
- Maffrécourt
- Magalas
- Magdelaine-sur-Tarn
- Magdeleine
- Mage
- Magenta (Marne)
- Mages
- Magescq
- Magland
- Magnac-Bourg
- Magnac-Laval
- Magnac-Lavalette-Villars
- Magnac-sur-Touvre
- Magnan
- Magnant
- Magnanville
- Magnas
- Magnat-l'Etrange
- Magnet
- Magneux (Haute-Marne)
- Magneux (Marne)
- Magneux-Haute-Rive
- Magneville
- Magnicourt
- Magnicourt-en-Comte
- Magnicourt-sur-Canche
- Magnien
- Magnieu
- Magnils-Reigniers
- Magnivray
- Magnières
- Magnoncourt
- Magnoray
- Magny (Eure-et-Loir)
- Magny (Haut-Rhin)
- Magny (Haute-Saône)
- Magny (Indre)
- Magny (Vosges)
- Magny (Yonne)
- Magny-Châtelard
- Magny-Cours
- Magny-Danigon
- Magny-Fouchard
- Magny-Jobert
- Magny-Lambert
- Magny-Lormes
- Magny-Montarlot
- Magny-Saint-Médard
- Magny-Vernois
- Magny-en-Bessin
- Magny-en-Vexin
- Magny-la-Campagne
- Magny-la-Fosse
- Magny-la-Ville
- Magny-le-Désert
- Magny-le-Freule
- Magny-le-Hongre
- Magny-les-Hameaux
- Magny-lès-Aubigny
- Magny-lès-Jussey
- Magny-lès-Villers
- Magny-sur-Tille
- Magné (Deux-Sèvres)
- Magné (Vienne)
- Magoar
- Magrie
- Magrin
- Magstatt-le-Bas
- Magstatt-le-Haut
- Mahalon
- Mahéru
- Maidières
- Maignaut-Tauzia
- Maignelay-Montigny
- Maigné
- Mailhac
- Mailhac-sur-Benaize
- Mailhoc
- Mailholas
- Maillane
- Maillas
- Maillat
- Maillebois
- Mailleraye-sur-Seine
- Mailleroncourt-Charette
- Maillet (Allier)
- Maillet (Indre)
- Mailley-et-Chazelot
- Maillezais
- Maillot
- Mailly
- Mailly-Champagne
- Mailly-Maillet
- Mailly-Raineval
- Mailly-la-Ville
- Mailly-le-Camp
- Mailly-le-Château
- Mailly-sur-Seille
- Maillys
- Maillères
- Maillé (Indre-et-Loire)
- Maillé (Vienne)
- Maillé (Wandea)
- Maimbeville
- Maincy
- Maine-de-Boixe
- Mainfonds
- Maing
- Mainneville
- Mainsat
- Maintenay
- Maintenon
- Mainvillers
- Mainvilliers (Eure-et-Loir)
- Mainvilliers (Loiret)
- Mainxe
- Mainzac
- Mairieux
- Mairy
- Mairy-Mainville
- Mairy-sur-Marne
- Mairé
- Mairé-Levescault
- Maisdon-sur-Sèvre
- Maisey-le-Duc
- Maisnil (Nord)
- Maisnil (Pas-de-Calais)
- Maisnil-lès-Ruitz
- Maisnières
- Maisod
- Maison-Dieu
- Maison-Feyne
- Maison-Maugis
- Maison-Ponthieu
- Maison-Roland
- Maison-Rouge
- Maison-des-Champs
- Maisoncelle
- Maisoncelle-Saint-Pierre
- Maisoncelle-Tuilerie
- Maisoncelle-et-Villers
- Maisoncelles (Haute-Marne)
- Maisoncelles (Sarthe)
- Maisoncelles-Pelvey
- Maisoncelles-du-Maine
- Maisoncelles-en-Brie
- Maisoncelles-en-Gâtinais
- Maisoncelles-la-Jourdan
- Maisoncelles-sur-Ajon
- Maisonnais
- Maisonnais-sur-Tardoire
- Maisonnay
- Maisonneuve
- Maisonnisses
- Maisons (Aude)
- Maisons (Calvados)
- Maisons (Eure-et-Loir)
- Maisons-Alfort
- Maisons-Laffitte
- Maisons-du-Bois-Lièvremont
- Maisons-en-Champagne
- Maisons-lès-Chaource
- Maisons-lès-Soulaines
- Maisonsgoutte
- Maisontiers
- Maisse
- Maissemy
- Maixe
- Maizeray
- Maizeroy
- Maizery
- Maizet
- Maizey
- Maizicourt
- Maizilly
- Maizières (Calvados)
- Maizières (Haute-Marne)
- Maizières (Haute-Saône)
- Maizières (Meurthe-et-Moselle)
- Maizières (Pas-de-Calais)
- Maizières-la-Grande-Paroisse
- Maizières-lès-Brienne
- Maizières-lès-Metz
- Maizières-lès-Vic
- Maizières-sur-Amance
- Maizy
- Majastres
- Malabat
- Malafretaz
- Malaincourt
- Malaincourt-sur-Meuse
- Malakoff
- Malancourt
- Malandry
- Malange
- Malans (Doubs)
- Malans (Haute-Saône)
- Malansac
- Malarce-sur-la-Thines
- Malataverne
- Malaucourt-sur-Seille
- Malaucène
- Malaunay
- Malause
- Malaussanne
- Malaussène
- Malauzat
- Malaville
- Malavillers
- Malay
- Malay-le-Grand
- Malay-le-Petit
- Malbo
- Malbosc
- Malbouhans
- Malbouzon
- Malbrans
- Malbuisson
- Malegoude
- Malemort-du-Comtat
- Malemort-sur-Corrèze
- Malesherbes
- Malestroit
- Maleville
- Malguénac
- Malhoure
- Malicornay
- Malicorne (Allier)
- Malicorne (Yonne)
- Malicorne-sur-Sarthe
- Maligny (Côte-d'Or)
- Maligny (Yonne)
- Malijai
- Malincourt
- Malintrat
- Malissard
- Mallefougasse-Augès
- Malleloy
- Mallemoisson
- Mallemort
- Malleret
- Malleret-Boussac
- Mallerey
- Malleval (Isère)
- Malleval (Loire)
- Malleville-les-Grès
- Malleville-sur-le-Bec
- Malling
- Mallièvre
- Malloué
- Malléon
- Malmerspach
- Malmy
- Malons-et-Elze
- Malouy
- Malpart
- Malpas
- Malras
- Malrevers
- Malroy
- Maltat
- Maltot
- Malval
- Malvalette
- Malves-en-Minervois
- Malvezie
- Malville
- Malvillers
- Malvières
- Malviès
- Malzieu-Forain
- Malzieu-Ville
- Malzy
- Malzéville
- Malène
- Malétable
- Mamers
- Mametz (Pas-de-Calais)
- Mametz (Somme)
- Mamey
- Mamirolle
- Manas
- Manas-Bastanous
- Manaurie
- Mance
- Mancelière
- Mancellière-sur-Vire
- Mancenans
- Mancenans-Lizerne
- Mancey
- Manchecourt
- Manciet
- Mancieulles
- Mancioux
- Mancy
- Mandagout
- Mandailles-Saint-Julien
- Mandelieu-la-Napoule
- Manderen
- Mandeure
- Mandeville-en-Bessin
- Mandray
- Mandres
- Mandres-aux-Quatre-Tours
- Mandres-en-Barrois
- Mandres-la-Côte
- Mandres-les-Roses
- Mandres-sur-Vair
- Mandrevillars
- Manduel
- Mane (Alpes-de-Haute-Provence)
- Mane (Haute-Garonne)
- Manent-Montané
- Manerbe
- Mangiennes
- Manglieu
- Mangonville
- Manhac
- Manheulles
- Manhoué
- Manicamp
- Manigod
- Manin
- Maninghem
- Maninghen-Henne
- Maniquerville
- Manlay
- Manneville-la-Goupil
- Manneville-la-Pipard
- Manneville-la-Raoult
- Manneville-sur-Risle
- Manneville-ès-Plains
- Mannevillette
- Mano
- Manoir (Calvados)
- Manois
- Manom
- Manoncourt-en-Vermois
- Manoncourt-en-Woëvre
- Manonville
- Manonviller
- Manosque
- Manot
- Manou
- Manre
- Mansac
- Mansan
- Mansat-la-Courrière
- Mansempuy
- Mansencôme
- Manses
- Mansigné
- Mansle
- Manso
- Mansonville
- Manspach
- Mant
- Mantallot
- Mantenay-Montlin
- Mantes-la-Jolie
- Mantes-la-Ville
- Mantet
- Manteyer
- Manthelan
- Manthelon
- Manthes
- Mantilly
- Mantoche
- Mantry
- Manvieux
- Many (Francja)
- Manzac-sur-Vern
- Manzat
- Manziat
- Manéglise
- Manéhouville
- Marac
- Marainville-sur-Madon
- Marainviller
- Marais
- Marais-Vernier
- Marais-la-Chapelle
- Marambat
- Marandeuil
- Marange-Silvange
- Marange-Zondrange
- Marans (Charente-Maritime)
- Marans (Maine-et-Loire)
- Maransin
- Marant
- Maranville
- Maranwez
- Marast
- Marat
- Maraussan
- Maravat
- Maray
- Maraye-en-Othe
- Marbache
- Marbaix
- Marbeuf
- Marboué
- Marboz
- Marby
- Marbéville
- Marc-la-Tour
- Marcei
- Marcelcave
- Marcellaz
- Marcellaz-Albanais
- Marcellois
- Marcellus (Lot-et-Garonne)
- Marcenais
- Marcenat (Allier)
- Marcenat (Cantal)
- Marcenay
- Marcenod
- Marcey-les-Grèves
- Marchainville
- Marchais
- Marchais-Beton
- Marchais-en-Brie
- Marchamp
- Marchampt
- Marchastel (Cantal)
- Marchastel (Lozère)
- Marchaux
- Marche (Nièvre)
- Marchemaisons
- Marchenoir
- Marcheprime
- Marches (Drôme)
- Marches (Savoie)
- Marcheseuil
- Marchezais
- Marchiennes
- Marché-Allouarde
- Marchélepot
- Marchémoret
- Marchésieux
- Marchéville
- Marchéville-en-Woëvre
- Marciac
- Marcieu
- Marcieux
- Marcigny
- Marcigny-sous-Thil
- Marcilhac-sur-Célé
- Marcillac
- Marcillac-Lanville
- Marcillac-Saint-Quentin
- Marcillac-Vallon
- Marcillac-la-Croisille
- Marcillac-la-Croze
- Marcillat
- Marcillat-en-Combraille
- Marcilloles
- Marcilly (Manche)
- Marcilly (Seine-et-Marne)
- Marcilly-Ogny
- Marcilly-d'Azergues
- Marcilly-en-Bassigny
- Marcilly-en-Beauce
- Marcilly-en-Gault
- Marcilly-en-Villette
- Marcilly-la-Campagne
- Marcilly-la-Gueurce
- Marcilly-le-Châtel
- Marcilly-le-Hayer
- Marcilly-lès-Buxy
- Marcilly-lès-Vitteaux
- Marcilly-sur-Eure
- Marcilly-sur-Maulne
- Marcilly-sur-Seine
- Marcilly-sur-Tille
- Marcilly-sur-Vienne
- Marcillé-Raoul
- Marcillé-Robert
- Marcillé-la-Ville
- Marck
- Marckolsheim
- Marclopt
- Marcoing
- Marcollin
- Marcols-les-Eaux
- Marcolès
- Marconne
- Marconnelle
- Marcorignan
- Marcoussis
- Marcoux (Alpes-de-Haute-Provence)
- Marcoux (Loire)
- Marcq (Ardennes)
- Marcq (Yvelines)
- Marcq-en-Barœul
- Marcq-en-Ostrevent
- Marcy (Aisne)
- Marcy (Nièvre)
- Marcy (Rodan)
- Marcy-l'Etoile
- Marcy-sous-Marle
- Marcé
- Marcé-sur-Esves
- Mardeuil
- Mardilly
- Mardié
- Mardor
- Mardore
- MareSaint-Dampcourt
- MareSaint-sur-Matz
- Mareau-aux-Bois
- Mareau-aux-Prés
- Mareil-Marly
- Mareil-en-Champagne
- Mareil-en-France
- Mareil-le-Guyon
- Mareil-sur-Loir
- Mareil-sur-Mauldre
- Mareilles
- Marenla
- Marennes (Charente-Maritime)
- Marennes (Rodan)
- Maresches
- Maresché
- Maresquel-Ecquemicourt
- Marest
- Marestaing
- Marestmontiers
- Maresville
- Maretz
- Mareugheol
- Mareuil (Charente)
- Mareuil (Dordogne)
- Mareuil-Caubert
- Mareuil-en-Brie
- Mareuil-en-Dôle
- Mareuil-la-Motte
- Mareuil-le-Port
- Mareuil-lès-Meaux
- Mareuil-sur-Arnon
- Mareuil-sur-Ay
- Mareuil-sur-Cher
- Mareuil-sur-Lay-Dissais
- Mareuil-sur-Ourcq
- Marey
- Marey-lès-Fussey
- Marey-sur-Tille
- Marfaux
- Marfontaine
- Margaux
- Margencel
- Margency
- Margerides
- Margerie-Chantagret
- Margerie-Hancourt
- Margival
- Margny (Ardennes)
- Margny (Marne)
- Margny-aux-Cerises
- Margny-lès-Compiègne
- Margny-sur-Matz
- Margnès
- Margon (Eure-et-Loir)
- Margon (Hérault)
- Margouët-Meymes
- Margueray
- Marguerittes
- Margueron
- Marguestau
- Margut
- Margès
- Mariac
- Maricourt
- Marie
- Marieulles
- Marieux
- Marigna-sur-Valouse
- Marignac (Charente-Maritime)
- Marignac (Haute-Garonne)
- Marignac (Tarn-et-Garonne)
- Marignac-Lasclares
- Marignac-Laspeyres
- Marignac-en-Diois
- Marignana
- Marignane
- Marignier
- Marignieu
- Marigny (Allier)
- Marigny (Deux-Sèvres)
- Marigny (Jura)
- Marigny (Manche)
- Marigny (Marne)
- Marigny (Saône-et-Loire)
- Marigny-Brizay
- Marigny-Chemereau
- Marigny-Marmande
- Marigny-Saint-Marcel
- Marigny-en-Orxois
- Marigny-l'Eglise
- Marigny-le-Cahouët
- Marigny-le-Châtel
- Marigny-les-Usages
- Marigny-lès-Reullée
- Marigny-sur-Yonne
- Marigné
- Marigné-Laillé
- Marigné-Peuton
- Marillac-le-Franc
- Marillais
- Marillet
- Marimbault
- Marimont-lès-Bénestroff
- Marin (Haute-Savoie)
- Marines (Val-d'Oise)
- Maringes
- Maringues
- Mariol
- Marions
- Marizy
- Marizy-Saint-Mard
- Marizy-Sainte-Geneviève
- Marle
- Marlemont
- Marlenheim
- Marlens
- Marlers
- Marles-en-Brie
- Marles-les-Mines
- Marlhes
- Marliac
- Marliens
- Marlieux
- Marlioz
- Marly (Moselle)
- Marly (Nord)
- Marly-Gomont
- Marly-la-Ville
- Marly-le-Roi
- Marly-sous-Issy
- Marly-sur-Arroux
- Marmagne (Cher)
- Marmagne (Côte-d'Or)
- Marmagne (Saône-et-Loire)
- Marmande
- Marmanhac
- Marmeaux
- Marminiac
- Marmont-Pachas
- Marmouillé
- Marmoutier
- Marnac
- Marnand
- Marnans
- Marnaves
- Marnay (Haute-Saône)
- Marnay (Saône-et-Loire)
- Marnay (Vienne)
- Marnay-sur-Marne
- Marnay-sur-Seine
- Marnaz
- Marne (Loire-Atlantique)
- Marnefer
- Marnes
- Marnes-la-Coquette
- Marnhagues-et-Latour
- Marnoz
- Marnézia
- Maroeuil
- Maroilles
- Marolle-en-Sologne
- Marolles (Calvados)
- Marolles (Loir-et-Cher)
- Marolles (Marne)
- Marolles (Oise)
- Marolles-en-Beauce
- Marolles-en-Brie (Seine-et-Marne)
- Marolles-en-Brie (Val-de-Marne)
- Marolles-en-Hurepoix
- Marolles-les-Braults
- Marolles-les-Buis
- Marolles-lès-Bailly
- Marolles-lès-Saint-Calais
- Marolles-sous-Lignières
- Marolles-sur-Seine
- Marollette
- Marols
- Maromme
- Maron
- Maroncourt
- Marpaps
- Marpent
- Marpiré
- Marquaix
- Marquay (Dordogne)
- Marquay (Pas-de-Calais)
- Marquefave
- Marquein
- Marquerie
- Marques
- Marquette-en-Ostrevant
- Marquette-lez-Lille
- Marquigny
- Marquillies
- Marquion
- Marquise
- Marquivillers
- Marquixanes
- Marquéglise
- Marray
- Marre (Jura)
- Marre (Meuse)
- Mars (Ardèche)
- Mars (Creuse)
- Mars (Gard)
- Mars (Loire)
- Mars-la-Tour
- Mars-sous-Bourcq
- Mars-sur-Allier
- Marsa
- Marsac (Charente)
- Marsac (Creuse)
- Marsac (Hautes-Pyrénées)
- Marsac (Tarn-et-Garonne)
- Marsac-en-Livradois
- Marsac-sur-Don
- Marsac-sur-l'Isle
- Marsainvilliers
- Marsais
- Marsais-Sainte-Radégonde
- Marsal (Moselle)
- Marsal (Tarn)
- Marsalès
- Marsan
- Marsaneix
- Marsangis
- Marsangy
- Marsannay-la-Côte
- Marsannay-le-Bois
- Marsanne
- Marsas (Gironde)
- Marsas (Hautes-Pyrénées)
- Marsat
- Marsaz
- Marseillan (Gers)
- Marseillan (Hautes-Pyrénées)
- Marseillan (Hérault)
- Marseille-en-Beauvaisis
- Marseille-lès-Aubigny
- Marseillette
- Marsillargues
- Marsilly (Charente-Maritime)
- Marsilly (Moselle)
- Marsolan
- Marson
- Marson-sur-Barboure
- Marsonnas
- Marsoulas
- Marssac-sur-Tarn
- Marsylia (miasto)
- Martagny
- Martailly-lès-Brancion
- Martainneville
- Martainville (Calvados)
- Martainville (Eure)
- Martainville-Epreville
- Martaizé
- Martel
- Marthemont
- Marthille
- Marthod
- Marthon
- Martiel
- Martigna
- Martignargues
- Martignas-sur-Jalle
- Martignat
- Martigny (Aisne)
- Martigny (Manche)
- Martigny (Seine-Maritime)
- Martigny-Courpierre
- Martigny-le-Comte
- Martigny-les-Bains
- Martigny-les-Gerbonvaux
- Martigny-sur-l'Ante
- Martigné-Briand
- Martigné-Ferchaud
- Martigné-sur-Mayenne
- Martigues
- Martillac
- Martin-Église
- Martincourt (Meurthe-et-Moselle)
- Martincourt (Oise)
- Martincourt-sur-Meuse
- Martinet (Gard)
- Martinet (Wandea)
- Martinpuich
- Martinvast
- Martinvelle
- Martisserre
- Martizay
- Martot
- Martragny
- Martre
- Martres
- Martres-Tolosane
- Martres-d'Artière
- Martres-de-Rivière
- Martres-de-Veyre
- Martres-sur-Morge
- Martrin
- Martrois
- Martyre
- Martys
- Maruéjols-lès-Gardon
- Marval
- Marvaux-Vieux
- Marvejols
- Marvelise
- Marville
- Marville-Moutiers-Brûlé
- Mary
- Mary-sur-Marne
- Marzan
- Marzens
- Marzy
- Marçais
- Marçay (Indre-et-Loire)
- Marçay (Vienne)
- Marçon
- Marêts
- Mas
- Mas-Blanc-des-Alpilles
- Mas-Cabardès
- Mas-Grenier
- Mas-Saint-Chély
- Mas-Saintes-Puelles
- Mas-d'Artige
- Mas-d'Auvignon
- Mas-d'Azil
- Mas-d'Orcières
- Mas-de-Londres
- Mas-de-Tence
- Mas-des-Cours
- Masbaraud-Mérignat
- Mascaras (Gers)
- Mascaras (Hautes-Pyrénées)
- Mascaraàs-Haron
- Mascarville
- Masclat
- Masevaux
- Maslacq
- Maslives
- Masléon
- Masnau-Massuguiès
- Masnières
- Masny
- Masos
- Masparraute
- Maspie-Lalonquère-Juillacq
- Masquières
- Massabrac
- Massac (Aude)
- Massac (Charente-Maritime)
- Massac-Séran
- Massaguel
- Massais
- Massals
- Massanes
- Massangis
- Massat
- Massay
- Massegros
- Masseilles
- Massels
- Masseret
- Masseube
- Massiac
- Massieu
- Massieux
- Massiges
- Massignac
- Massignieu-de-Rives
- Massillargues-Attuech
- Massilly
- Massingy (Côte-d'Or)
- Massingy (Haute-Savoie)
- Massingy-lès-Semur
- Massingy-lès-Vitteaux
- Massognes
- Massoins
- Massongy
- Massoulès
- Massugas
- Massy (Essonne)
- Massy (Saône-et-Loire)
- Massy (Seine-Maritime)
- Massérac
- Mastaing
- Matafelon-Granges
- Matelles
- Matemale
- Matha
- Mathaux
- Mathay
- Mathenay
- Mathes
- Mathieu
- Mathons
- Mathonville
- Matignicourt-Goncourt
- Matignon
- Matigny
- Matougues
- Matour
- Matra (Francja)
- Matringhem
- Mattaincourt
- Mattexey
- Matton-et-Clémency
- Matzenheim
- Maubec (Isère)
- Maubec (Tarn-et-Garonne)
- Maubec (Vaucluse)
- Maubert-Fontaine
- Maubeuge
- Maubourguet
- Mauchamps
- Maucomble
- Maucor
- Maucourt (Oise)
- Maucourt (Somme)
- Maucourt-sur-Orne
- Maudétour-en-Vexin
- Mauguio
- Maulan
- Maulay
- Maulde
- Maule
- Maulers
- Maulette
- Maulichères
- Mauléon
- Mauléon-Barousse
- Mauléon-Licharre
- Mauléon-d'Armagnac
- Maulévrier
- Maulévrier-Sainte-Gertrude
- Maumusson (Loire-Atlantique)
- Maumusson (Tarn-et-Garonne)
- Maumusson-Laguian
- Mauny
- Maupas (Aube)
- Maupas (Gers)
- Mauperthuis
- Maupertuis
- Maupertus-sur-Mer
- Mauprévoir
- Mauquenchy
- Mauran
- Maure
- Maure-de-Bretagne
- Maurecourt
- Mauregard
- Mauregny-en-Haye
- Maureilhan
- Maureillas-las-Illas
- Mauremont
- Maurens (Dordogne)
- Maurens (Gers)
- Maurens (Haute-Garonne)
- Maurens-Scopont
- Maurepas (Somme)
- Maurepas (Yvelines)
- Mauressac
- Mauressargues
- Maureville
- Mauriac (Cantal)
- Mauriac (Gironde)
- Mauries
- Maurines
- Maurois
- Mauron
- Mauroux (Gers)
- Mauroux (Lot)
- Maurrin
- Maurs
- Maurupt-le-Montois
- Maury
- Mausoléo
- Maussac
- Maussane-les-Alpilles
- Maussans
- Mautes
- Mauvages
- Mauvaisin
- Mauves
- Mauves-sur-Huisne
- Mauves-sur-Loire
- Mauvezin (Gers)
- Mauvezin (Haute-Garonne)
- Mauvezin (Hautes-Pyrénées)
- Mauvezin-d'Armagnac
- Mauvezin-de-Prat
- Mauvezin-de-Sainte-Croix
- Mauvilly
- Mauvières
- Maux
- Mauzac
- Mauzac-et-Grand-Castang
- Mauzens-et-Miremont
- Mauzun
- Mauzé-Thouarsais
- Mauzé-sur-le-Mignon
- Maves
- Mavilly-Mandelot
- Maxent
- Maxey-sur-Meuse
- Maxey-sur-Vaise
- Maxilly-sur-Léman
- Maxilly-sur-Saône
- Maxou
- Maxstadt
- Maxéville
- May-en-Multien
- May-sur-Evre
- May-sur-Orne
- Mayac
- Mayenne
- Mayet
- Mayet-d'Ecole
- Mayet-de-Montagne
- Maylis
- Maynal
- Mayons
- Mayot
- Mayrac
- Mayran
- Mayres (Ardèche)
- Mayres (Puy-de-Dôme)
- Mayres-Savel
- Mayreville
- Mayrinhac-Lentour
- Mayronnes
- Mayrègne
- Maysel
- Mazamet
- Mazan
- Mazan-l'Abbaye
- Mazangé
- Mazaugues
- Mazaye
- Mazeau
- Mazeirat
- Mazeley
- Mazeray
- Mazerier
- Mazerny
- Mazerolles (Charente)
- Mazerolles (Charente-Maritime)
- Mazerolles (Hautes-Pyrénées)
- Mazerolles (Landes)
- Mazerolles (Pyrénées-Atlantiques)
- Mazerolles (Vienne)
- Mazerolles-du-Razès
- Mazerolles-le-Salin
- Mazerulles
- Mazet-Saint-Voy
- Mazeuil
- Mazeyrat-Aurouze
- Mazeyrat-d'Allier
- Mazeyrolles
- Mazille
- Mazingarbe
- Mazinghem
- Mazinghien
- Mazion
- Mazirat
- Mazirot
- Mazis
- Mazière-aux-Bons-Hommes
- Mazières
- Mazières-Naresse
- Mazières-de-Touraine
- Mazières-en-Gâtine
- Mazières-en-Mauges
- Mazières-sur-Béronne
- Mazoires
- Mazouau
- Mazuby
- Mazures
- Mazzola
- Mazères (Ariège)
- Mazères (Gironde)
- Mazères-Lezons
- Mazères-de-Neste
- Mazères-sur-Salat
- Mazé
- Maâtz
- Maël-Carhaix
- Maël-Pestivien
- Maîche
- Meaucé
- Meauffe
- Meaulne
- Meaux
- Meaux-la-Montagne
- Meauzac
- Mechmont
- Mecquignies
- Mecé
- Medeyrolles
- Megève
- Mehun-sur-Yèvre
- Meignanne
- Meigneux (Seine-et-Marne)
- Meigneux (Somme)
- Meigné
- Meigné-le-Vicomte
- Meilars
- Meilhac
- Meilhan (Gers)
- Meilhan (Landes)
- Meilhan-sur-Garonne
- Meilhards
- Meilhaud
- Meillac
- Meillant
- Meillard (Allier)
- Meillard (Somme)
- Meilleraie-Tillay
- Meilleray
- Meilleraye-de-Bretagne
- Meillerie
- Meillers
- Meillon
- Meillonnas
- Meilly-sur-Rouvres
- Meisenthal
- Meistratzheim
- Meix
- Meix-Saint-Epoing
- Meix-Tiercelin
- Mela
- Melay (Haute-Marne)
- Melay (Maine-et-Loire)
- Melay (Saône-et-Loire)
- Melesse
- Melgven
- Melin
- Melincourt
- Meljac
- Mellac
- Melle (Deux-Sèvres)
- Mellecey
- Melleran
- Melleray
- Melleroy
- Melles
- Melleville
- Mellionnec
- Mello (Oise)
- Mellé
- Meloisey
- Melrand
- Melsheim
- Melun
- Melve
- Melz-sur-Seine
- Membrey
- Membrolle-sur-Choisille
- Membrolle-sur-Longuenée
- Membrolles
- Memmelshoffen
- Menades
- Menars
- Menat
- Menaucourt
- Mencas
- Menchhoffen
- Mende
- Mendionde
- Menditte
- Mendive
- Menesble
- Menestreau
- Menet
- Menetou-Couture
- Menetou-Râtel
- Menetou-Salon
- Menetou-sur-Nahon
- Menglon
- Mennecy
- Mennessis
- Mennetou-sur-Cher
- Menneval
- Menneville (Aisne)
- Menneville (Pas-de-Calais)
- Mennevret
- Mennouveaux
- Menomblet
- Menoncourt
- Menotey
- Menou
- Menouville
- Menoux (Haute-Saône)
- Menoux (Indre)
- Mens
- Mensignac
- Menskirch
- Mentheville
- Menthon-Saint-Bernard
- Menthonnex-en-Bornes
- Menthonnex-sous-Clermont
- Mentières
- Menton
- Mentque-Nortbécourt
- Menucourt
- Menus
- Menville
- Menétru-le-Vignoble
- Menétrux-en-Joux
- Mer (Loir-et-Cher)
- Mercatel
- Mercenac
- Merceuil
- Mercey
- Mercey-le-Grand
- Mercey-sur-Saône
- Mercin-et-Vaux
- Merck-Saint-Liévin
- Merckeghem
- Mercoeur (Corrèze)
- Mercoeurn (Haute-Loire)
- Mercuer
- Mercurey
- Mercurol
- Mercury (Savoie)
- Mercus-Garrabet
- Mercuès
- Mercy (Allier)
- Mercy (Yonne)
- Mercy-le-Bas
- Mercy-le-Haut
- Merdrignac
- Merey
- Merfy
- Mergey
- Meria
- Merkwiller-Pechelbronn
- Merlas
- Merlatière
- Merlaut
- Merle-Leignec
- Merlerault
- Merles
- Merles-sur-Loison
- Merlevenez
- Merlieux-et-Fouquerolles
- Merlimont
- Merlines
- Merléac
- Mernel
- Meroux-Moval
- Merpins
- Merrey
- Merrey-sur-Arce
- Merri
- Merris
- Merry-Sec
- Merry-la-Vallée
- Merry-sur-Yonne
- Mers-les-Bains
- Mers-sur-Indre
- Merschweiller
- Mersuay
- Merten
- Mertrud
- Mertzen
- Mertzwiller
- Merval
- Mervans
- Mervent
- Mervilla
- Merville (Haute-Garonne)
- Merville (Nord)
- Merville-Franceville-Plage
- Merviller
- Merxheim
- Merzer
- Mesbrecourt-Richecourt
- Meschers-sur-Gironde
- Mescoules
- Mesgrigny
- Meslan
- Mesland
- Meslay (Calvados)
- Meslay (Loir-et-Cher)
- Meslay-du-Maine
- Meslay-le-Grenet
- Meslay-le-Vidame
- Meslin
- Meslières
- Mesmay
- Mesmont (Ardennes)
- Mesmont (Côte-d'Or)
- Mesnac
- Mesnard-la-Barotière
- Mesnay
- Mesneux
- Mesnil
- Mesnil-Adelée
- Mesnil-Amand
- Mesnil-Amelot
- Mesnil-Amey
- Mesnil-Angot
- Mesnil-Aubert
- Mesnil-Aubry
- Mesnil-Auzouf
- Mesnil-Benoist
- Mesnil-Bruntel
- Mesnil-Caussois
- Mesnil-Clinchamps
- Mesnil-Conteville
- Mesnil-Domqueur
- Mesnil-Durand
- Mesnil-Durdent
- Mesnil-Esnard
- Mesnil-Eudes
- Mesnil-Eury
- Mesnil-Follemprise
- Mesnil-Garnier
- Mesnil-Germain
- Mesnil-Gilbert
- Mesnil-Guillaume
- Mesnil-Herman
- Mesnil-Lettre
- Mesnil-Lieubray
- Mesnil-Martinsart
- Mesnil-Mauger (Seine-Maritime)
- Mesnil-Opac
- Mesnil-Ozenne
- Mesnil-Panneville
- Mesnil-Patry
- Mesnil-Rainfray
- Mesnil-Raoul
- Mesnil-Raoult
- Mesnil-Robert
- Mesnil-Rogues
- Mesnil-Rousset
- Mesnil-Rouxelin
- Mesnil-Réaume
- Mesnil-Saint-Denis
- Mesnil-Saint-Firmin
- Mesnil-Saint-Georges
- Mesnil-Saint-Laurent
- Mesnil-Saint-Loup
- Mesnil-Saint-Nicaise
- Mesnil-Saint-Père
- Mesnil-Sellières
- Mesnil-Simon (Calvados)
- Mesnil-Simon (Eure-et-Loir)
- Mesnil-Thomas
- Mesnil-Théribus
- Mesnil-Tôve
- Mesnil-Verclives
- Mesnil-Vigot
- Mesnil-Villeman
- Mesnil-Villement
- Mesnil-Véneron
- Mesnil-au-Grain
- Mesnil-au-Val
- Mesnil-en-Arrouaise
- Mesnil-en-Thelle
- Mesnil-en-Vallée
- Mesnil-la-Comtesse
- Mesnil-le-Roi
- Mesnil-sous-Jumièges
- Mesnil-sous-Vienne
- Mesnil-sur-Blangy
- Mesnil-sur-Bulles
- Mesnil-sur-Oger
- Mesnil-sur-l'Estrée
- Mesnilbus
- Mesnillard
- Mesnière
- Mesnières-en-Bray
- Mesnois
- Mesnuls
- Mespaul
- Mesples
- Mesplède
- Mespuits
- Mesquer
- Messac (Charente-Maritime)
- Messac (Ille-et-Vilaine)
- Messanges (Côte-d'Or)
- Messanges (Landes)
- Messas
- Messei
- Messein
- Messeix
- Messemé
- Messery
- Messey-sur-Grosne
- Messia-sur-Sorne
- Messigny-et-Vantoux
- Messimy
- Messimy-sur-Saône
- Messincourt
- Messon
- Messy
- Messé
- Mesterrieux
- Mestes
- Mesves-sur-Loire
- Mesvres
- Metting
- Mettray
- Metz-Robert
- Metz-Tessy
- Metz-en-Couture
- Metz-le-Comte
- Metzeral
- Metzeresche
- Metzervisse
- Metzing
- Meucon
- Meudon
- Meuilley
- Meulan
- Meulers
- Meulles
- Meulson
- Meunet-Planches
- Meunet-sur-Vatan
- Meung-sur-Loire
- Meurchin
- Meurcourt
- Meurcé
- Meurdraquière
- Meures
- Meurival
- Meursac
- Meursanges
- Meursault
- Meurville
- Meusnes
- Meussia
- Meuvaines
- Meux (Charente-Maritime)
- Meux (Oise)
- Meuzac
- Meximieux
- Mexy
- Mey
- Meyenheim
- Meylan
- Meymac
- Meynes
- Meyrals
- Meyrannes
- Meyrargues
- Meyras
- Meyreuil
- Meyrieu-les-Etangs
- Meyrieux-Trouet
- Meyrignac-l'Eglise
- Meyrié
- Meyronne
- Meyronnes
- Meyrueis
- Meys
- Meyssac
- Meysse
- Meyssiès
- Meythet
- Meyze
- Meyzieu
- Mezel
- Mhère
- Mialet (Dordogne)
- Mialet (Gard)
- Mialos
- Miannay
- Michaugues
- Michelbach
- Michelbach-le-Bas
- Michelbach-le-Haut
- Michery
- Midrevaux
- Miellin
- Miermaigne
- Miers
- Mietesheim
- Mieussy
- Mieuxcé
- Migennes
- Miglos
- Mignaloux-Beauvoir
- Mignavillers
- Mignerette
- Mignières
- Mignovillard
- Migny
- Mignères
- Migné
- Migné-Auxances
- Mignéville
- Migron
- Migré
- Migé
- Mijanès
- Mijoux
- Milhac
- Milhac-d'Auberoche
- Milhac-de-Nontron
- Milhars
- Milhas
- Milhaud
- Milhavet
- Milizac
- Millac
- Millam
- Millançay
- Millas
- Millau
- Millay
- Millebosc
- Millemont
- Millencourt
- Millencourt-en-Ponthieu
- Millery (Côte-d'Or)
- Millery (Meurthe-et-Moselle)
- Millery (Rodan)
- Millevaches
- Millières (Haute-Marne)
- Millières (Manche)
- Millonfosse
- Milly
- Milly-Lamartine
- Milly-la-Forêt
- Milly-sur-Bradon
- Milly-sur-Thérain
- Milon-la-Chapelle
- Mimbaste
- Mimet
- Mimeure
- Mimizan
- Minaucourt-le-Mesnil-lès-Hurlus
- Minerve
- Mingot
- Mingoval
- Miniac-Morvan
- Miniac-sous-Bécherel
- Minihy-Tréguier
- Minorville
- Minot
- Minversheim
- Minzac
- Minzier
- Miolles
- Mionnay
- Mions
- Mios
- Miossens-Lanusse
- Mirabeau (Alpes-de-Haute-Provence)
- Mirabeau (Vaucluse)
- Mirabel (Ardèche)
- Mirabel (Tarn-et-Garonne)
- Mirabel-aux-Baronnies
- Mirabel-et-Blacons
- Miradoux
- Miramas
- Mirambeau (Charente-Maritime)
- Mirambeau (Haute-Garonne)
- Miramont-Latour
- Miramont-Sensacq
- Miramont-d'Astarac
- Miramont-de-Comminges
- Miramont-de-Guyenne
- Miramont-de-Quercy
- Mirande
- Mirandol-Bourgnounac
- Mirannes
- Miraval-Cabardes
- Mirbel
- Mirebeau
- Mirebeau-sur-Bèze
- Mirebel
- Mirecourt
- Mirefleurs
- Miremont (Haute-Garonne)
- Miremont (Puy-de-Dôme)
- Mirepeisset
- Mirepeix
- Mirepoix (Ariège)
- Mirepoix (Gers)
- Mirepoix-sur-Tarn
- Mireval
- Mireval-Lauragais
- Miribel (Ain)
- Miribel (Drôme)
- Miribel-Lanchâtre
- Miribel-les-Echelles
- Mirmande
- Miroir
- Mirvaux
- Mirville
- Miré
- Miscon
- Miserey
- Miserey-Salines
- Misery
- Mison
- Missery
- Missillac
- Missiriac
- Misson
- Missy
- Missy-aux-Bois
- Missy-lès-Pierrepont
- Missy-sur-Aisne
- Missècle
- Missègre
- Missé
- Misy-sur-Yonne
- Misérieux
- Mitry-Mory
- Mittainville
- Mittainvilliers
- Mittelbergheim
- Mittelbronn
- Mittelhausbergen
- Mittelhausen
- Mittelschaeffolsheim
- Mittelwihr
- Mittersheim
- Mittlach
- Mittois
- Mitzach
- Mizoën
- Mizérieux
- Mièges
- Miélan
- Miéry
- Mobecq
- Moca-Croce
- Modane
- Modène
- Moeurs-Verdey
- Moffans-et-Vacheresse
- Mogeville
- Mognard
- Mogneneins
- Mogneville
- Mognéville
- Mogues
- Mohon
- Moidieu-Détourbe
- Moigny-sur-École
- Moimay
- Moineville
- Moings
- Moinville-la-Jeulin
- Moirans
- Moirans-en-Montagne
- Moirax
- Moiremont
- Moirey-Flabas-Crépion
- Moiron
- Moiry
- Moiré
- Moisdon-la-Rivière
- Moisenay
- Moislains
- Moissac
- Moissac-Bellevue
- Moissac-Vallée-Française
- Moissannes
- Moissat
- Moisselles
- Moissey
- Moissieu-sur-Dolon
- Moisson
- Moissy-Cramayel
- Moissy-Moulinot
- Moisville
- Moisy
- Moitiers-d'Allonne
- Moitiers-en-Bauptois
- Moitron
- Moitron-sur-Sarthe
- Moivre
- Moivrons
- Molac
- Molagnies
- Molain (Aisne)
- Molain (Jura)
- Molamboz
- Molandier
- Molas
- Molay (Haute-Saône)
- Molay (Jura)
- Molay-Littry
- Molesmes (Côte-d'Or)
- Molesmes (Yonne)
- Molezon
- Moliens
- Moliets-et-Maa
- Molinchart
- Molines-en-Queyras
- Molinet
- Molineuf
- Molinges
- Molinghem
- Molinons
- Molinot
- Molins-sur-Aube
- Molitg-les-Bains
- Molières (Dordogne)
- Molières (Essonne)
- Molières (Lot)
- Molières (Tarn-et-Garonne)
- Molières-Cavaillac
- Molières-Glandaz
- Molières-sur-Cèze
- Mollans
- Mollans-sur-Ouvèze
- Mollau
- Molles
- Mollettes
- Molleville
- Molliens-Dreuil
- Molliens-au-Bois
- Mollkirch
- Mollégès
- Molompize
- Molosmes
- Moloy
- Molphey
- Molpré
- Molring
- Molsheim
- Moltifao
- Molunes
- Molèdes
- Molère
- Moléans
- Momas
- Mombrier
- Momerstroff
- Mommenheim
- Momuy
- Momy
- Momères
- Monacia-d'Aullène
- Monacia-d'Orezza
- Monampteuil
- Monassut-Audiracq
- Monastier-Pin-Moriès
- Monastier-sur-Gazeille
- Monastère
- Monay
- Monbahus
- Monbalen
- Monbardon
- Monbazillac
- Monblanc
- Monbrun
- Monbéqui
- Moncale
- Moncassin
- Moncaup (Haute-Garonne)
- Moncaup (Pyrénées-Atlantiques)
- Moncaut
- Moncayolle-Larrory-Mendibieu
- Monceau-Saint-Waast
- Monceau-le-Neuf-et-Faucouzy
- Monceau-le-Waast
- Monceau-lès-Leups
- Monceau-sur-Oise
- Monceaux (Calvados)
- Monceaux (Oise)
- Monceaux-au-Perche
- Monceaux-en-Bessin
- Monceaux-l'Abbaye
- Monceaux-le-Comte
- Monceaux-sur-Dordogne
- Moncel-lès-Lunéville
- Moncel-sur-Seille
- Moncel-sur-Vair
- Moncelle
- Moncetz-Longevas
- Moncetz-l'Abbaye
- Moncey
- Monchaux-Soreng
- Monchaux-sur-Ecaillon
- Moncheaux
- Moncheaux-lès-Frévent
- Monchecourt
- Monchel-sur-Canche
- Moncheux
- Monchiet
- Monchy-Breton
- Monchy-Cayeux
- Monchy-Humières
- Monchy-Lagache
- Monchy-Saint-Eloi
- Monchy-au-Bois
- Monchy-le-Preux
- Monchy-sur-Eu
- Moncla
- Monclar (Gers)
- Monclar (Lot-et-Garonne)
- Monclar-de-Quercy
- Monclar-sur-Losse
- Moncley
- Moncontour (Côtes-d'Armor)
- Moncontour (Vienne)
- Moncorneil-Grazan
- Moncourt
- Moncoutant
- Moncrabeau
- Moncy
- Moncé-en-Belin
- Moncé-en-Saosnois
- Mondavezan
- Mondelange
- Mondement-Montgivroux
- Mondescourt
- Mondevert
- Mondeville (Calvados)
- Mondeville (Essonne)
- Mondicourt
- Mondigny
- Mondilhan
- Mondion
- Mondon
- Mondonville
- Mondonville-Saint-Jean
- Mondorff
- Mondoubleau
- Mondouzil
- Mondragon
- Mondrainville
- Mondrepuis
- Mondreville (Seine-et-Marne)
- Mondreville (Yvelines)
- Monein
- Monesple
- Monestier (Allier)
- Monestier (Ardèche)
- Monestier (Dordogne)
- Monestier (Puy-de-Dôme)
- Monestier-Merlines
- Monestier-Port-Dieu
- Monestier-d'Ambel
- Monestier-de-Clermont
- Monestier-du-Percy
- Monestiés
- Monestrol
- Monfaucon (Dordogne)
- Monfaucon (Hautes-Pyrénées)
- Monferran-Plavès
- Monferran-Savès
- Monflanquin
- Monfort
- Monfréville
- Mongaillard
- Mongausy
- Mongauzy
- Monget
- Monguilhem
- Monheurt
- Monhoudou
- Monieux
- Monistrol-d'Allier
- Monistrol-sur-Loire
- Monlaur-Bernet
- Monlet
- Monlezun
- Monlezun-d'Armagnac
- Monlong
- Monléon-Magnoac
- Monmadalès
- Monmarvès
- Monnai
- Monnaie
- Monneren
- Monnerie-le-Montel
- Monnerville
- Monnes
- Monnet-la-Ville
- Monnetay
- Monnetier-Mornex
- Monneville
- Monnières (Jura)
- Monnières (Loire-Atlantique)
- Monoblet
- Monpardiac
- Monpazier
- Monpezat
- Monplaisant
- Monprimblanc
- Mons (Charente)
- Mons (Charente-Maritime)
- Mons (Gard)
- Mons (Haute-Garonne)
- Mons (Hérault)
- Mons (Puy-de-Dôme)
- Mons (Var)
- Mons-Boubert
- Mons-en-Barœul
- Mons-en-Laonnois
- Mons-en-Montois
- Mons-en-Pévèle
- Monsac
- Monsaguel
- Monsec
- Monselie
- Monsempron-Libos
- Monsireigne
- Monsols
- Monsteroux-Milieu
- Monsures
- Monswiller
- Monségur (Gironde)
- Monségur (Landes)
- Monségur (Lot-et-Garonne)
- Monségur (Pyrénées-Atlantiques)
- Mont (Hautes-Pyrénées)
- Mont (Pyrénées-Atlantiques)
- Mont (Saône-et-Loire)
- Mont (Vosges)
- Mont-Bernanchon
- Mont-Bertrand
- Mont-Bonvillers
- Mont-Cauvaire
- Mont-Dauphin
- Mont-Dieu
- Mont-Disse
- Mont-Dol
- Mont-Dore
- Mont-Laurent
- Mont-Louis
- Mont-Notre-Dame
- Mont-Ormel
- Mont-Roc
- Mont-Saint-Adrien
- Mont-Saint-Aignan
- Mont-Saint-Eloi
- Mont-Saint-Jean (Aisne)
- Mont-Saint-Jean (Côte-d'Or)
- Mont-Saint-Jean (Sarthe)
- Mont-Saint-Léger
- Mont-Saint-Martin (Aisne)
- Mont-Saint-Martin (Ardennes)
- Mont-Saint-Martin (Isère)
- Mont-Saint-Martin (Meurthe-et-Moselle)
- Mont-Saint-Michel (Manche)
- Mont-Saint-Père
- Mont-Saint-Remy
- Mont-Saint-Sulpice
- Mont-Saint-Vincent
- Mont-Saxonnex
- Mont-d'Astarac
- Mont-d'Origny
- Mont-de-Galié
- Mont-de-Lans
- Mont-de-Laval
- Mont-de-Marrast
- Mont-de-Marsan
- Mont-de-Vougney
- Mont-de-l'If
- Mont-devant-Sassey
- Mont-et-Marré
- Mont-l'Etroit
- Mont-l'Evêque
- Mont-le-Vernois
- Mont-le-Vignoble
- Mont-lès-Lamarche
- Mont-lès-Neufchâteau
- Mont-lès-Seurre
- Mont-près-Chambord
- Mont-sous-Vaudrey
- Mont-sur-Courville
- Mont-sur-Meurthe
- Mont-sur-Monnet
- Montabard
- Montabon
- Montabot
- Montacher-Villegardin
- Montadet
- Montady
- Montagagne
- Montagna-le-Reconduit
- Montagna-le-Templier
- Montagnac (Gard)
- Montagnac (Hérault)
- Montagnac-Montpezat
- Montagnac-d'Auberoche
- Montagnac-la-Crempse
- Montagnac-sur-Auvignon
- Montagnac-sur-Lède
- Montagnat
- Montagne (Gironde)
- Montagne (Haute-Saône)
- Montagne (Isère)
- Montagne (Loire-Atlantique)
- Montagne-Fayel
- Montagney
- Montagney-Servigney
- Montagnieu (Ain)
- Montagnieu (Isère)
- Montagnol
- Montagnole
- Montagny (Loire)
- Montagny (Rodan)
- Montagny (Savoie)
- Montagny-Sainte-Félicité
- Montagny-en-Vexin
- Montagny-les-Lanches
- Montagny-lès-Beaune
- Montagny-lès-Buxy
- Montagny-lès-Seurre
- Montagny-près-Louhans
- Montagny-sur-Grosne
- Montagoudin
- Montagrier
- Montagudet
- Montagut
- Montaignac-Saint-Hippolyte
- Montaigu (Aisne)
- Montaigu (Jura)
- Montaigu (Wandea)
- Montaigu-de-Quercy
- Montaigu-la-Brisette
- Montaigu-le-Blin
- Montaigu-les-Bois
- Montaigut
- Montaigut-le-Blanc (Creuse)
- Montaigut-le-Blanc (Puy-de-Dôme)
- Montaigut-sur-Save
- Montaiguët-en-Forez
- Montailleur
- Montaillou
- Montaillé
- Montaimont
- Montain
- Montainville (Eure-et-Loir)
- Montainville (Yvelines)
- Montalba-le-Château
- Montalembert
- Montalet-le-Bois
- Montalieu-Vercieu
- Montalzat
- Montamat
- Montambert
- Montamel
- Montamisé
- Montamy
- Montanay
- Montancy
- Montandon
- Montanel
- Montaner
- Montanges
- Montans
- Montapas
- Montarcher
- Montardit
- Montardon
- Montaren-et-Saint-Médiers
- Montargis
- Montarlot
- Montarlot-lès-Rioz
- Montarnaud
- Montaron
- Montastruc (Hautes-Pyrénées)
- Montastruc (Lot-et-Garonne)
- Montastruc (Tarn-et-Garonne)
- Montastruc-Savès
- Montastruc-de-Salies
- Montastruc-la-Conseillère
- Montat
- Montataire
- Montauban
- Montauban-de-Bretagne
- Montauban-de-Luchon
- Montauban-de-Picardie
- Montauban-sur-l'Ouvèze
- Montaud (Hérault)
- Montaud (Isère)
- Montaudin
- Montaulieu
- Montaulin
- Montaure
- Montauriol (Aude)
- Montauriol (Lot-et-Garonne)
- Montauriol (Pyrénées-Orientales)
- Montauriol (Tarn)
- Montauroux
- Montaut (Ariège)
- Montaut (Dordogne)
- Montaut (Gers)
- Montaut (Haute-Garonne)
- Montaut (Landes)
- Montaut (Lot-et-Garonne)
- Montaut (Pyrénées-Atlantiques)
- Montaut-les-Créneaux
- Montautour
- Montauville
- Montay
- Montayral
- Montazeau
- Montazels
- Montaïn
- Montbard
- Montbarla
- Montbarrey
- Montbarrois
- Montbartier
- Montbavin
- Montbazens
- Montbazin
- Montbazon
- Montbel (Ariège)
- Montbel (Lozère)
- Montbellet
- Montbenoît
- Montberaud
- Montbernard
- Montberon
- Montbert
- Montberthault
- Montbeton
- Montbeugny
- Montbizot
- Montblainville
- Montblanc
- Montboillon
- Montboissier
- Montbolo
- Montbonnot-Saint-Martin
- Montboucher
- Montboucher-sur-Jabron
- Montboudif
- Montbouton
- Montbouy
- Montboyer
- Montbozon
- Montbrand
- Montbras
- Montbray
- Montbrehain
- Montbrison (Drôme)
- Montbrison (Loire)
- Montbron
- Montbronn
- Montbrun (Lot)
- Montbrun (Lozère)
- Montbrun-Bocage
- Montbrun-Lauragais
- Montbrun-des-Corbières
- Montbrun-les-Bains
- Montbré
- Montbéliard
- Montbéliardot
- Montcabrier (Lot)
- Montcabrier (Tarn)
- Montcaret
- Montcarra
- Montcavrel
- Montceau-et-Echarnant
- Montceau-les-Mines
- Montceaux
- Montceaux-Ragny
- Montceaux-l'Etoile
- Montceaux-lès-Meaux
- Montceaux-lès-Provins
- Montceaux-lès-Vaudes
- Montcel (Puy-de-Dôme)
- Montcel (Savoie)
- Montcenis
- Montcet
- Montcey
- Montchaboud
- Montchal
- Montchamp (Calvados)
- Montchamp (Cantal)
- Montchanin
- Montcharvot
- Montchaton
- Montchaude
- Montchauvet (Calvados)
- Montchauvet (Yvelines)
- Montchenu
- Montcheutin
- Montchevrel
- Montchevrier
- Montchâlons
- Montclar (Alpes-de-Haute-Provence)
- Montclar (Aude)
- Montclar (Aveyron)
- Montclar-Lauragais
- Montclar-de-Comminges
- Montclar-sur-Gervanne
- Montclard
- Montclus (Gard)
- Montclus (Hautes-Alpes)
- Montcléra
- Montcombroux-les-Mines
- Montcony
- Montcorbon
- Montcornet (Aisne)
- Montcornet (Ardennes)
- Montcourt
- Montcourt-Fromonville
- Montcoy
- Montcresson
- Montcuit
- Montcuq
- Montcusel
- Montcy-Notre-Dame
- Montdardier
- Montdauphin
- Montdidier (Moselle)
- Montdidier (Somme)
- Montdoré
- Montdoumerc
- Montdragon
- Montdurausse
- Monte
- Monteaux
- Montebourg
- Montech
- Montegrosso
- Monteignet-sur-l'Andelot
- Monteil (Cantal)
- Monteil (Haute-Loire)
- Monteil-au-Vicomte
- Monteille
- Monteils (Aveyron)
- Monteils (Gard)
- Monteils (Tarn-et-Garonne)
- Montel-de-Gelat
- Montellier
- Montels (Ariège)
- Montels (Hérault)
- Montels (Tarn)
- Montemboeuf
- Montenach
- Montenay
- Montendre
- Montendry
- Montenescourt
- Monteneuf
- Montenils
- Montenois
- Montenoison
- Montenoy
- Monteplain
- Monterblanc
- Montereau
- Montereau-Fault-Yonne
- Montereau-sur-le-Jard
- Monterfil
- Monterrein
- Montertelot
- Montescot
- Montescourt-Lizerolles
- Montespan
- Montesquieu (Hérault)
- Montesquieu (Lot-et-Garonne)
- Montesquieu (Tarn-et-Garonne)
- Montesquieu-Avantès
- Montesquieu-Guittaut
- Montesquieu-Lauragais
- Montesquieu-Volvestre
- Montesquieu-des-Albères
- Montesquiou
- Montessaux
- Montesson
- Montestruc-sur-Gers
- Montet
- Montet-et-Bouxal
- Monteton
- Monteux
- Monteynard
- Montfa (Ariège)
- Montfa (Tarn)
- Montfalcon
- Montfarville
- Montfaucon (Aisne)
- Montfaucon (Doubs)
- Montfaucon (Gard)
- Montfaucon (Lot)
- Montfaucon (Maine-et-Loire)
- Montfaucon-d'Argonne
- Montfaucon-en-Velay
- Montfermeil
- Montfermier
- Montfermy
- Montferrand
- Montferrand-du-Périgord
- Montferrand-la-Fare
- Montferrand-le-Château
- Montferrat (Isère)
- Montferrat (Var)
- Montferrer
- Montferrier
- Montferrier-sur-Lez
- Montfey
- Montfiquet
- Montfleur
- Montflours
- Montfort (Alpes-de-Haute-Provence)
- Montfort (Doubs)
- Montfort (Maine-et-Loire)
- Montfort (Pyrénées-Atlantiques)
- Montfort-en-Chalosse
- Montfort-l'Amaury
- Montfort-le-Gesnois
- Montfort-sur-Argens
- Montfort-sur-Boulzane
- Montfort-sur-Meu
- Montfort-sur-Risle
- Montfranc
- Montfrin
- Montfroc
- Montfuron
- Montgaillard (Ariège)
- Montgaillard (Aude)
- Montgaillard (Hautes-Pyrénées)
- Montgaillard (Landes)
- Montgaillard (Tarn)
- Montgaillard (Tarn-et-Garonne)
- Montgaillard-Lauragais
- Montgaillard-de-Salies
- Montgaillard-sur-Save
- Montgardin
- Montgardon
- Montgaroult
- Montgauch
- Montgaudry
- Montgazin
- Montgeard
- Montgellafrey
- Montgenost
- Montgenèvre
- Montgermont
- Montgeron
- Montgeroult
- Montgesoye
- Montgesty
- Montgey
- Montgibaud
- Montgilbert
- Montgirod
- Montgiscard
- Montgivray
- Montgobert
- Montgon
- Montgradail
- Montgras
- Montgreleix
- Montgru-Saint-Hilaire
- Montguers
- Montgueux
- Montguillon
- Montguyon
- Montgé-en-Goële
- Montgérain
- Montharville
- Monthault
- Monthaut
- Monthelie
- Monthelon (Marne)
- Monthelon (Saône-et-Loire)
- Monthenault
- Montheries
- Montherlant
- Monthermé
- Monthiers
- Monthieux
- Monthion
- Monthodon
- Monthoiron
- Monthois
- Montholier
- Monthou-sur-Bièvre
- Monthou-sur-Cher
- Monthuchon
- Monthurel
- Monthureux-le-Sec
- Monthureux-sur-Saône
- Monthyon
- Monticello Монтичело
- Montier-en-Der
- Montier-en-l'Isle
- Montierchaume
- Montiers
- Montiers-sur-Saulx
- Monties
- Montignac (Dordogne)
- Montignac (Gironde)
- Montignac (Hautes-Pyrénées)
- Montignac-Charente
- Montignac-Toupinerie
- Montignac-de-Lauzun
- Montignac-le-Coq
- Montignargues
- Montigny (Calvados)
- Montigny (Cher)
- Montigny (Loiret)
- Montigny (Meurthe-et-Moselle)
- Montigny (Sarthe)
- Montigny (Seine-Maritime)
- Montigny-Lencoup
- Montigny-Lengrain
- Montigny-Montfort
- Montigny-Mornay-Villeneuve-sur-Vingeanne
- Montigny-Saint-Barthélemy
- Montigny-aux-Amognes
- Montigny-devant-Sassey
- Montigny-en-Arrouaise
- Montigny-en-Cambrésis
- Montigny-en-Gohelle
- Montigny-en-Morvan
- Montigny-en-Ostrevent
- Montigny-l'Allier
- Montigny-la-Resle
- Montigny-le-Bretonneux
- Montigny-le-Chartif
- Montigny-le-Franc
- Montigny-le-Gannelon
- Montigny-le-Guesdier
- Montigny-les-Jongleurs
- Montigny-les-Monts
- Montigny-lès-Arsures
- Montigny-lès-Cherlieu
- Montigny-lès-Condé
- Montigny-lès-Cormeilles
- Montigny-lès-Metz
- Montigny-lès-Vaucouleurs
- Montigny-lès-Vesoul
- Montigny-sous-Marle
- Montigny-sur-Armançon
- Montigny-sur-Aube
- Montigny-sur-Avre
- Montigny-sur-Canne
- Montigny-sur-Chiers
- Montigny-sur-Crécy
- Montigny-sur-Loing
- Montigny-sur-Meuse
- Montigny-sur-Vence
- Montigny-sur-Vesle
- Montigny-sur-l'Ain
- Montigny-sur-l'Hallue
- Montigné
- Montigné-le-Brillant
- Montigné-lès-Rairies
- Montigné-sur-Moine
- Montilliers
- Montillot
- Montilly
- Montilly-sur-Noireau
- Montils (Charente-Maritime)
- Montils (Loir-et-Cher)
- Montipouret
- Montirat (Aude)
- Montirat (Tarn)
- Montireau
- Montiron
- Montivernage
- Montivilliers
- Montiéramey
- Montjardin
- Montjaux
- Montjavoult
- Montjay (Hautes-Alpes)
- Montjay (Saône-et-Loire)
- Montjean (Charente)
- Montjean (Mayenne)
- Montjean-sur-Loire
- Montjoi (Aude)
- Montjoi (Tarn-et-Garonne)
- Montjoie-Saint-Martin
- Montjoie-en-Couserans
- Montjoie-le-Château
- Montjoire
- Montjoux
- Montjoyer
- Montjustin
- Montjustin-et-Velotte
- Montlandon
- Montlaur (Aude)
- Montlaur (Aveyron)
- Montlaur (Haute-Garonne)
- Montlaur-en-Diois
- Montlaux
- Montlauzun
- Montlay-en-Auxois
- Montlebon
- Montlevicq
- Montlevon
- Montlhéry
- Montliard
- Montlieu-la-Garde
- Montlignon
- Montliot-et-Courcelles
- Montlivault
- Montlognon
- Montlouis
- Montlouis-sur-Loire
- Montloué
- Montluel
- Montluçon
- Montmachoux
- Montmacq
- Montmagny
- Montmahoux
- Montmain (Côte-d'Or)
- Montmain (Seine-Maritime)
- Montmançon
- Montmarault
- Montmarlon
- Montmartin
- Montmartin-en-Graignes
- Montmartin-le-Haut
- Montmartin-sur-Mer
- Montmaur (Aude)
- Montmaur (Hautes-Alpes)
- Montmaur-en-Diois
- Montmaurin
- Montmeillant
- Montmelard
- Montmelas-Saint-Sorlin
- Montmerle-sur-Saône
- Montmerrei
- Montmeyan
- Montmeyran
- Montmin
- Montmirail (Marne)
- Montmirail (Sarthe)
- Montmiral
- Montmirat
- Montmirey-la-Ville
- Montmirey-le-Château
- Montmoreau-Saint-Cybard
- Montmorency
- Montmorency-Beaufort
- Montmorillon
- Montmorin (Hautes-Alpes)
- Montmorin (Puy-de-Dôme)
- Montmorot
- Montmort
- Montmort-Lucy
- Montmotier
- Montmoyen
- Montmurat
- Montmédy
- Montmélian
- Montner
- Montoillot
- Montoir-de-Bretagne
- Montoire-sur-le-Loir
- Montois-la-Montagne
- Montoison
- Montoldre
- Montolieu
- Montolivet
- Montonvillers
- Montord
- Montory
- Montot (Côte-d'Or)
- Montot (Haute-Saône)
- Montot-sur-Rognon
- Montouliers
- Montoulieu (Ariège)
- Montoulieu (Hérault)
- Montoulieu-Saint-Bernard
- Montournais
- Montours
- Montourtier
- Montoussin
- Montoussé
- Montoy-Flanville
- Montpellier-de-Médillan
- Montpensier
- Montperreux
- Montpeyroux (Aveyron)
- Montpeyroux (Dordogne)
- Montpeyroux (Hérault)
- Montpeyroux (Puy-de-Dôme)
- Montpezat (Gard)
- Montpezat (Lot-et-Garonne)
- Montpezat-de-Quercy
- Montpezat-sous-Bauzon
- Montpinchon
- Montpinier
- Montpitol
- Montplonne
- Montpollin
- Montpon-Ménestérol
- Montpont-en-Bresse
- Montpothier
- Montpouillan
- Montpézat
- Montrabot
- Montrabé
- Montracol
- Montravers
- Montredon
- Montredon-Labessonnié
- Montredon-des-Corbières
- Montregard
- Montrelais
- Montrem
- Montret
- Montreuil (Eure-et-Loir)
- Montreuil (Pas-de-Calais)
- Montreuil (Seine-Saint-Denis)
- Montreuil (Wandea)
- Montreuil-Bellay
- Montreuil-Bonnin
- Montreuil-Juigné
- Montreuil-Poulay
- Montreuil-au-Houlme
- Montreuil-aux-Lions
- Montreuil-des-Landes
- Montreuil-en-Auge
- Montreuil-en-Caux
- Montreuil-en-Touraine
- Montreuil-l'Argillé
- Montreuil-la-Cambe
- Montreuil-le-Chétif
- Montreuil-le-Gast
- Montreuil-le-Henri
- Montreuil-sous-Pérouse
- Montreuil-sur-Barse
- Montreuil-sur-Blaise
- Montreuil-sur-Brêche
- Montreuil-sur-Epte
- Montreuil-sur-Ille
- Montreuil-sur-Loir
- Montreuil-sur-Lozon
- Montreuil-sur-Maine
- Montreuil-sur-Thonnance
- Montreuil-sur-Thérain
- Montreuillon
- Montreux (miasto we Francji)
- Montreux-Château
- Montreux-Jeune
- Montreux-Vieux
- Montrevault
- Montrevel (Isère)
- Montrevel (Jura)
- Montrevel-en-Bresse
- Montrichard
- Montricher-Albanne
- Montricoux
- Montrieux-en-Sologne
- Montrigaud
- Montriond
- Montrodat
- Montrol-Sénard
- Montrollet
- Montromant
- Montrond (Hautes-Alpes)
- Montrond (Jura)
- Montrond-le-Château
- Montrond-les-Bains
- Montrosier
- Montrottier
- Montroty
- Montrouge
- Montrouveau
- Montroy
- Montrozier
- Montry
- Montréal (Ardèche)
- Montréal (Aude)
- Montréal (Gers)
- Montréal (Yonne)
- Montréal-la-Cluse
- Montréal-les-Sources
- Montrécourt
- Montréjeau
- Monts (Indre-et-Loire)
- Monts (Oise)
- Monts-Verts
- Monts-en-Bessin
- Monts-en-Ternois
- Monts-sur-Guesnes
- Montsalier
- Montsalvy
- Montsalès
- Montsapey
- Montsauche-les-Settons
- Montsaugeon
- Montsaunès
- Montsec
- Montsecret
- Montselgues
- Montseron
- Montseveroux
- Montsoreau
- Montsoult
- Montsoué
- Montsurvent
- Montsuzain
- Montségur
- Montségur-sur-Lauzon
- Montséret
- Montsérié
- Montsûrs
- Montureux-et-Prantigny
- Montureux-lès-Baulay
- Montusclat
- Montussaint
- Montussan
- Montvalen
- Montvalent
- Montvalezan
- Montvendre
- Montverdun
- Montvernier
- Montvert
- Montvicq
- Montviette
- Montville
- Montviron
- Montzéville
- Montécheroux
- Montégut (Gers)
- Montégut (Hautes-Pyrénées)
- Montégut (Landes)
- Montégut-Arros
- Montégut-Bourjac
- Montégut-Lauragais
- Montégut-Plantaurel
- Montégut-Savès
- Montégut-en-Couserans
- Montélier
- Montélimar
- Montéléger
- Montépilloy
- Montépreux
- Montérolier
- Montévrain
- Montézic
- Monviel
- Monze
- Monès
- Monétay-sur-Allier
- Monétay-sur-Loire
- Monéteau
- Monêtier-Allemont
- Monêtier-les-Bains
- Moon-sur-Elle
- Moosch
- Mooslargue
- Moraches
- Moragne
- Morainville
- Morainville-Jouveaux
- Morainvilliers
- Morancez
- Morancourt
- Morancé
- Morand
- Morangis (Essonne)
- Morangis (Marne)
- Morangles
- Morannes
- Moranville
- Moras
- Moras-en-Valloire
- Morbecque
- Morbier
- Morcenx
- Morchain
- Morchies
- Morcourt (Aisne)
- Morcourt (Somme)
- Mordelles
- Moreilles
- Morelmaison
- Morembert
- Morestel
- Moret-sur-Loing
- Morette
- Moreuil
- Morey
- Morey-Saint-Denis
- Morez
- Morfontaine
- Morganx
- Morgemoulin
- Morgny
- Morgny-en-Thiérache
- Morgny-la-Pommeraye
- Morhange
- Moriat
- Morienne
- Morienval
- Moriers
- Morieux
- Moriez
- Morigny
- Morigny-Champigny
- Morillon
- Moringhem
- Morionvilliers
- Morisel
- Moriville
- Moriviller
- Morizès
- Morizécourt
- Morières-lès-Avignon
- Morlac
- Morlaix
- Morlancourt
- Morlanne
- Morlaàs
- Morlet
- Morley
- Morlhon-le-Haut
- Morlincourt
- Mormaison
- Mormant
- Mormant-sur-Vernisson
- Mormoiron
- Mormès
- Mornac
- Mornac-sur-Seudre
- Mornand
- Mornans
- Mornant
- Mornas
- Mornay
- Mornay-Berry
- Mornay-sur-Allier
- Moroges
- Morogues
- Morosaglia
- Morre
- Morsain
- Morsains
- Morsalines
- Morsan
- Morsang-sur-Orge
- Morsang-sur-Seine
- Morsbach
- Morsbronn-les-Bains
- Morschwiller
- Morschwiller-le-Bas
- Morsiglia
- Mortagne
- Mortagne-au-Perche
- Mortagne-du-Nord
- Mortagne-sur-Gironde
- Mortagne-sur-Sèvre
- Mortain
- Mortcerf
- Morte
- Morteau
- Morteaux-Coulibœuf
- Mortefontaine (Aisne)
- Mortefontaine (Oise)
- Mortefontaine-en-Thelle
- Mortemart
- Mortemer (Oise)
- Mortemer (Seine-Maritime)
- Mortery
- Morthomiers
- Mortiers (Aisne)
- Mortiers (Charente-Maritime)
- Morton
- Mortroux
- Mortrée
- Mortzwiller
- Morval
- Morvillars
- Morville (Manche)
- Morville (Vosges)
- Morville-en-Beauce
- Morville-lès-Vic
- Morville-sur-Andelle
- Morville-sur-Nied
- Morville-sur-Seille
- Morvillers
- Morvillers-Saint-Saturnin
- Morvilliers (Aube)
- Morvilliers (Eure-et-Loir)
- Mory (Pas-de-Calais)
- Mory-Montcrux
- Morzine
- Moréac
- Morée
- Morêtel-de-Mailles
- Mosles
- Moslins
- Mosnac (Charente)
- Mosnac (Charente-Maritime)
- Mosnay
- Mosnes
- Mosset
- Mosson
- Mostuéjouls
- Motey-Besuche
- Motey-sur-Saône
- Mothe-Achard
- Mothe-Saint-Héray
- Mothern
- Motreff
- Motte (Côtes-d'Armor)
- Motte (Var)
- Motte-Chalancon
- Motte-Fanjas
- Motte-Feuilly
- Motte-Fouquet
- Motte-Saint-Jean
- Motte-Saint-Martin
- Motte-Servolex
- Motte-Ternant
- Motte-Tilly
- Motte-d'Aigues
- Motte-d'Aveillans
- Motte-de-Galaure
- Motte-du-Caire
- Motte-en-Bauges
- Motte-en-Champsaur
- Mottereau
- Motteville
- Mottier
- Motz
- Mouacourt
- Mouais
- Mouans-Sartoux
- Mouaville
- Mouazé
- Mouchamps
- Mouchan
- Mouchard
- Mouche
- Mouchin
- Mouchy-le-Châtel
- Mouchès
- Moudeyres
- Mouen
- Mouettes
- Mouffy
- Mouflaines
- Mouflers
- Mouflières
- Mougins
- Mougon
- Mouguerre
- Mouhers
- Mouhet
- Mouhous
- Mouillac (Gironde)
- Mouillac (Tarn-et-Garonne)
- Mouille
- Mouilleron
- Mouilleron-en-Pareds
- Mouilleron-le-Captif
- Mouilly
- Moulainville
- Moularès
- Moulay
- Moulayrès
- Mouleydier
- Moulhard
- Moulicent
- Moulidars
- Mouliets-et-Villemartin
- Mouliherne
- Moulin-Mage
- Moulin-Neuf (Ariège)
- Moulin-Neuf (Dordogne)
- Moulin-sous-Touvent
- Moulineaux
- Moulines (Calvados)
- Moulines (Manche)
- Moulinet (Alpes-Maritimes)
- Moulinet (Lot-et-Garonne)
- Moulinet-sur-Solin
- Moulins (Aisne)
- Moulins (Allier)
- Moulins (Ille-et-Vilaine)
- Moulins-Engilbert
- Moulins-Saint-Hubert
- Moulins-en-Tonnerrois
- Moulins-la-Marche
- Moulins-le-Carbonnel
- Moulins-lès-Metz
- Moulins-sur-Céphons
- Moulins-sur-Orne
- Moulins-sur-Ouanne
- Moulins-sur-Yèvre
- Moulis
- Moulis-en-Médoc
- Moulismes
- Moulle
- Moulon (Gironde)
- Moulon (Loiret)
- Moulotte
- Moult
- Moulès-et-Baucels
- Moulédous
- Moulézan
- Moumoulous
- Moumour
- Mounes-Prohencoux
- Mourens
- Mourenx
- Mouret
- Moureuille
- Mouriez
- Mourioux-Vieilleville
- Mouriès
- Mourjou
- Mourmelon-le-Grand
- Mourmelon-le-Petit
- Mournans-Charbonny
- Mouron
- Mouron-sur-Yonne
- Mouroux
- Mours
- Mours-Saint-Eusèbe
- Mourvilles-Basses
- Mourvilles-Hautes
- Mourède
- Mourèze
- Mouscardès
- Moussac (Gard)
- Moussac (Vienne)
- Moussages
- Moussan
- Mousseaux-Neuville
- Mousseaux-lès-Bray
- Mousseaux-sur-Seine
- Moussey (Aube)
- Moussey (Moselle)
- Moussey (Vosges)
- Moussières
- Mousson
- Moussonvilliers
- Moussoulens
- Moussy (Marne)
- Moussy (Nièvre)
- Moussy (Val-d'Oise)
- Moussy-Verneuil
- Moussy-le-Neuf
- Moussy-le-Vieux
- Moussé
- Moustajon
- Moustey
- Moustier
- Moustier-Ventadour
- Moustier-en-Fagne
- Moustiers-Sainte-Marie
- Moustoir
- Moustoir-Ac
- Moustoir-Remungol
- Moustéru
- Moutade
- Moutaret
- Mouterhouse
- Mouterre-Silly
- Mouterre-sur-Blourde
- Mouthe
- Moutherot
- Mouthier-Haute-Pierre
- Mouthier-en-Bresse
- Mouthiers-sur-Boëme
- Mouthoumet
- Moutier-Malcard
- Moutier-Rozeille
- Moutier-d'Ahun
- Moutiers (Eure-et-Loir)
- Moutiers (Ille-et-Vilaine)
- Moutiers (Meurthe-et-Moselle)
- Moutiers-Hubert
- Moutiers-Saint-Jean
- Moutiers-au-Perche
- Moutiers-en-Auge
- Moutiers-en-Cinglais
- Moutiers-en-Puisaye
- Moutiers-en-Retz
- Moutiers-les-Mauxfaits
- Moutiers-sous-Argenton
- Moutiers-sous-Chantemerle
- Moutiers-sur-le-Lay
- Mouton
- Moutonne
- Moutonneau
- Moutrot
- Mouvaux
- Moux
- Moux-en-Morvan
- Mouxy
- Mouy
- Mouy-sur-Seine
- Mouzay (Indre-et-Loire)
- Mouzay (Meuse)
- Mouzeil
- Mouzens (Dordogne)
- Mouzens (Tarn)
- Mouzeuil-Saint-Martin
- Mouzieys-Panens
- Mouzieys-Teulet
- Mouzillon
- Mouzon (Ardennes)
- Mouzon (Charente)
- Moyaux
- Moydans
- Moye
- Moyemont
- Moyen
- Moyencourt
- Moyencourt-lès-Poix
- Moyenmoutier
- Moyenneville (Oise)
- Moyenneville (Pas-de-Calais)
- Moyenneville (Somme)
- Moyenvic
- Moyeuvre-Grande
- Moyeuvre-Petite
- Moyon
- Moyrazès
- Moyvillers
- Mozac
- Mozé-sur-Louet
- Moëlan-sur-Mer
- Moëres
- Moëslains
- Moëze
- Moïta
- Moó-de-l'Aisne
- Moûtiers
- Muchedent
- Mudaison
- Muel
- Muespach
- Muespach-le-Haut
- Mugron
- Muhlbach-sur-Bruche
- Muhlbach-sur-Munster
- Muides-sur-Loire
- Muidorge
- Muids
- Muille-Villette
- Muirancourt
- Muizon
- Mujouls
- Mulatière
- Mulcent
- Mulcey
- Mulhausen
- Mulsanne
- Mulsans
- Mun
- Munchhausen
- Munchhouse
- Muncq-Nieurlet
- Mundolsheim
- Muneville-le-Bingard
- Muneville-sur-Mer
- Mung
- Munster (Haut-Rhin)
- Munster (Moselle)
- Muntzenheim
- Munwiller
- Mur-de-Barrez
- Mur-de-Sologne
- Muracciole
- Murasson
- Murat (Allier)
- Murat (Cantal)
- Murat-le-Quaire
- Murat-sur-Vèbre
- Murato
- Muraz
- Murbach
- Mure
- Mure-Argens
- Mureaumont
- Mureils
- Muret
- Muret-et-Crouttes
- Muret-le-Château
- Murette
- Murianette
- Murinais
- Murles
- Murlin
- Muro
- Murol
- Murols
- Muron
- Murs (Indre)
- Murs (Vaucluse)
- Murs-et-Gélignieux
- Murtin-et-Bogny
- Murvaux
- Murviel-lès-Béziers
- Murviel-lès-Montpellier
- Murville
- Murzo
- Mus
- Muscourt
- Musculdy
- Musigny
- Musièges
- Mussey-sur-Marne
- Mussidan
- Mussig
- Mussy-la-Fosse
- Mussy-sous-Dun
- Mussy-sur-Seine
- Mutigney
- Mutigny
- Mutrécy
- Muttersholtz
- Mutzenhouse
- Mutzig
- Muy
- Muzeray
- Muzillac
- Myans
- Myennes
- Myon
- Mâchecourt
- Mâcon
- Mâcot-la-Plagne
- Mâlain
- Mâle
- Mâron
- Mèze
- Méailles
- Méallet
- Méasnes
- Méaudre
- Méaugon
- Méaulte
- Méautis
- Mécleuves
- Mécrin
- Mécringes
- Médan
- Médavy
- Médillac
- Médis
- Médière
- Médonville
- Médréac
- Mée (Eure-et-Loir)
- Mée (Mayenne)
- Mées (Alpes-de-Haute-Provence)
- Mées (Landes)
- Mégange
- Mégevette
- Mégrit
- Méharicourt
- Méharin
- Méhers
- Méhoncourt
- Méhoudin
- Méjannes-le-Clap
- Méjannes-lès-Alès
- Mélagues
- Mélamare
- Mélecey
- Mélicocq
- Mélicourt
- Méligny-le-Grand
- Méligny-le-Petit
- Mélisey (Haute-Saône)
- Mélisey (Yonne)
- Mémont
- Méménil
- Ménarmont
- Ménerbes
- Ménerval
- Ménerville
- Méneslies
- Ménesplet
- Ménesqueville
- Ménessaire
- Ménestreau-en-Villette
- Ménetreuil
- Ménigoute
- Ménil (Mayenne)
- Ménil (Vosges)
- Ménil-Annelles
- Ménil-Broût
- Ménil-Bérard
- Ménil-Ciboult
- Ménil-Erreux
- Ménil-Froger
- Ménil-Gondouin
- Ménil-Guyon
- Ménil-Hermei
- Ménil-Hubert-en-Exmes
- Ménil-Hubert-sur-Orne
- Ménil-Jean
- Ménil-Lépinois
- Ménil-Scelleur
- Ménil-Vicomte
- Ménil-Vin
- Ménil-aux-Bois
- Ménil-de-Briouze
- Ménil-de-Senones
- Ménil-en-Xaintois
- Ménil-la-Horgne
- Ménil-la-Tour
- Ménil-sur-Belvitte
- Ménil-sur-Saulx
- Ménilles
- Ménitré
- Ménonval
- Ménéac
- Ménétreux-le-Pitois
- Ménétrol
- Ménétréol-sous-Sancerre
- Ménétréol-sur-Sauldre
- Ménétréols-sous-Vatan
- Ménévillers
- Méobecq
- Méolans-Revel
- Méon
- Méounes-lès-Montrieux
- Méracq
- Méral
- Méras
- Méreau
- Mérens
- Mérens-les-Vals
- Mérenvielle
- Méreuil
- Mérey-Vieilley
- Mérey-sous-Montrond
- Mérial
- Méricourt (Pas-de-Calais)
- Méricourt (Yvelines)
- Méricourt-en-Vimeu
- Méricourt-l'Abbé
- Méricourt-sur-Somme
- Mériel
- Mérifons
- Mérignac (Charente)
- Mérignac (Charente-Maritime)
- Mérignac (Gironde)
- Mérignas
- Mérignat
- Mérignies
- Mérigny
- Mérigon
- Mérilheu
- Mérillac
- Mérinchal
- Mérindol
- Mérindol-les-Oliviers
- Mérinville
- Méritein
- Mérobert
- Mérona
- Mérouville
- Méru
- Méry
- Méry-Corbon
- Méry-Prémecy
- Méry-la-Bataille
- Méry-sur-Cher
- Méry-sur-Marne
- Méry-sur-Oise
- Méry-sur-Seine
- Méry-ès-Bois
- Méré (Yonne)
- Méré (Yvelines)
- Méréaucourt
- Méréglise
- Méréville (Essonne)
- Méréville (Meurthe-et-Moselle)
- Mésandans
- Mésanger
- Mésangueville
- Mésigny
- Métabief
- Métairies
- Métairies-Saint-Quirin
- Méteren
- Méthamis
- Métigny
- Mévoisins
- Mévouillon
- Mézangers
- Mézel
- Mézens
- Mézeray
- Mézerolles
- Mézerville
- Mézidon-Canon
- Mézilhac
- Mézilles
- Mézin
- Méziré
- Mézières-au-Perche
- Mézières-en-Brenne
- Mézières-en-Drouais
- Mézières-en-Gâtinais
- Mézières-en-Santerre
- Mézières-en-Vexin
- Mézières-lez-Cléry
- Mézières-sous-Lavardin
- Mézières-sur-Couesnon
- Mézières-sur-Issoire
- Mézières-sur-Oise
- Mézières-sur-Ponthouin
- Mézières-sur-Seine
- Mézos
- Mézy-Moulins
- Mézy-sur-Seine
- Mézères
- Mézériat
- Mêle-sur-Sarthe
- Môlay
- Môle
- Mûr-de-Bretagne
- Mûres
- Mûrs-Erigné
- Mœrnach
- Mœuvres

| A \| B \| C \| D \| E \| F \| G \| H \| I \| J \| K \| L \| M \| N \| O \| P \| Q \| R \| S \| T \| U \| V \| W \| X \| Y \| Z \| É |